# Dermot Mulroney
Dermot Patrick Mulroney (* 31. října 1963 Alexandria, Virginie, USA) je americký herec a hudebník, exmanžel herečky Catherine Keenerové a bratr herce Kierana Mulroneye.
Původně chtěl být hudebníkem, hrál na několik hudebních nástrojů a vystupoval se školním orchestrem, ale nakonec zvítězilo herectví, snad zásluhou jeho matky, která se také věnovala herectví. Svá univerzitní studia hudby a filmu ukončil v roce 1985 a začal nejprve hrát drobné a vedlejší role v televizních filmech, často se jednalo o romantické filmy. První významnější roli ve filmu obdržel v roce 1988 ve westernovém snímku Mladé pušky. Mezi hollywoodské herecké hvězdy jej zařadil snímek Svatba mého nejlepšího přítele z roku 1997, kde si zahrál po boku Cameron Diazové a Julie Robertsové.
Hudbě se věnuje i nadále, pravidelně vystupuje jako houslista a mandolinista.

## Filmografie – výběr

### Film
| Rok  | Český název                    | Role                    | Poznámky |
| ---- | ------------------------------ | ----------------------- | -------- |
| 1988 | Západ slunce                   | Michael Alperin         |          |
| 1988 | Mladé pušky                    | Dirty Steve Stephens    |          |
| 1989 | Zůstat spolu                   | Kit McDermott           |          |
| 1989 | Společník na dlouhé trati      | John                    |          |
| 1989 | Boj o přežití                  | Gray Atkinson           |          |
| 1990 | Jako andělé                    | George Russell          |          |
| 1991 | Divoká noc                     | Nestor Pyle             |          |
| 1992 | Kam tě den zavede              | King                    |          |
| 1993 | Zabiják                        | J.P.                    |          |
| 1993 | Věc zvaná láska                | Kyle Davidson           |          |
| 1994 | Andělé                         | pan Bomman              |          |
| 1994 | Pistolnice                     | Josh McCoy              |          |
| 1995 | Život v oblouznění             | Wolf Überman            |          |
| 1995 | Co si ušít do výbavy           | Sam                     |          |
| 1995 | Vraždy podle předlohy          | Reuben Goetz            |          |
| 1996 | Život v sedmém nebi            | Wik                     |          |
| 1996 | Zpětná reakce                  | Joe                     |          |
| 1996 | Kansas City                    | Johnny O'Hara           |          |
| 1997 | Svatba mého nejlepšího přítele | Michael O'Neal          |          |
| 1998 | Sbohem, lásko!                 | Jake Dunmore            |          |
| 2000 | Trixie                         | Dex Lang                |          |
| 2000 | Balík peněz                    | Wayne                   |          |
| 2001 | Životní jistoty                | Jim Train               |          |
| 2001 | Tajemství sexu                 | Edgar Faldo             |          |
| 2001 | Krásní & úžasní                | Kevin McCabe            |          |
| 2002 | O Schmidtovi                   | Randall Hertzel         |          |
| 2005 | Základ rodiny                  | Everett Stone           |          |
| 2005 | Láska na inzerát               | Bob Connor              |          |
| 2005 | Dokonalá partie                | Nick Mercer             |          |
| 2006 | Griffin a Phoenixová           | Griffin                 |          |
| 2007 | Zodiac                         | Marty Lee               |          |
| 2007 | Vlastní pravidla               | Simon Ward              |          |
| 2008 | Po přečtení spalte             | hvězda Coming Up Daisy  |          |
| 2008 | Boj o patent                   | Gil Previck             |          |
| 2011 | Bez dechu                      | Martin Price            |          |
| 2011 | J. Edgar                       | Norman Schwarzkopf, Sr. |          |
| 2012 | Zasažen bleskem                | Neal Phillips           |          |
| 2012 | Máme rádi velryby              | Scott Boyer             |          |
| 2013 | Stoker                         | Richard Stoker          |          |
| 2013 | Blízko od sebe                 | Steve Heidebrecht       |          |
| 2015 | Insidious 3: Počátek           | Sean Brenner            |          |
| 2016 | Děda je lotr                   | David Kelly             |          |
| 2017 | Hra o všechno                  | Stanley Rubino          |          |
| 2017 | Hora mezi námi                 | Mark Robertson          |          |
| 2018 | Stíny mezi námi                | August Bittner          |          |
| 2023 | Vřískot 6                      | detektiv Wayne Bailey   |          |

### Televize
| Rok     | Název                       | Role                 | Poznámky              |
| ------- | --------------------------- | -------------------- | --------------------- |
| 2003    | Přátelé                     | Gavin Mitchell       | 3 díly                |
| 2012–18 | Nová holka                  | Russell Schiller     | 8 dílů                |
| 2013    | Mé nové Já                  | Jeff Flender         | 6 dílů                |
| 2014    | Stav ohrožení               | Francis Gibson       | hlavní role, 13 dílů  |
| 2015–17 | Hříšníci                    | Sean Pierce          | 23 dílů               |
| 2017    | Americký táta               | Jesse                | díl: „Julia Rogerts"  |
| 2017    | American Horror Story: Cult | Bob Thompson         | 3 díly                |
| 2018    | LA to Vegas                 | kapitán Steve Jasser | 2 díly                |
| 2018    | Do temnoty                  | Henry Tooms          | díl: „Z masa a krve"  |
| 2018–19 | Station 19                  | Greg Tanner          | 5 dílů                |
| 2018–19 | The Purge                   | Bobby Sheridan       | vedlejší role         |
| 2019    | Ve jménu našeho Pána        | Johnny Seasons       | 4 díly                |
| 2019    | Čtyři svatby a jeden pohřeb | Bryce Dylan          | 6 dílů                |
| 2019–21 | Hanna                       | John Carmichael      | 16 dílů               |
| 2020    | Prodigal Son                | Nicholas Endicott    | vedlejší role, 3 díly |
| 2023    | Tajná invaze                | Prezident Ritson     | hlavní role, 4 díly   |
| 2023    | Duchové Bejrútu             | Robert Ames          | hlavní role           |

## Osobní život
V roce 1990 se oženil s herečkou Catherine Keener, kterou poznal během natáčení filmu Boj o přežití. V červnu roku 1999 se jim narodil syn Clyde. Od května 2005 manželé žili oddeleně a v červnu 2007 podal herec žádost o rozvod. V prosinci téhož roku byl rozvod dokončen.
Druhé manželství uzavřel v roce 2008 s italskou filmovou producentkou Tharitou Cesaroni. Mají spolu dvě dcery Mabel Ray (* 2008) a Sally (* 2009).